# Аробей, Лидия Львовна
Лидия Львовна Аробей (бел. Лідзія Львоўна Арабей; 27 июня 1925, Низок, Уздзенский район — †20 февраля 2015, Минск) — белорусский писатель и литературовед, кандидат филологических наук (1958).

## Биография
Родилась в семье служащих. В 1942—1944 годах жила в Щучине. С 1944 года — сотрудница редакции щучинской районной газеты «Красное знамя». С 1945 года жила в Минске. Работала в журнале «Вожык», в редакции газеты «Чырвоная змена», занималась преподавательской деятельностью. Закончила филологический факультет БГУ (1951), аспирантуру при Институте литературы и искусства АН БССР (1954). Была старшим редактором издательства «Беларусь» (1955—1967), литсотрудницей журнала «Полымя» (1967—1974). Защитила диссертацию, посвященную жизни и творчеству Алоизы Пашкевич (Тётки), получила звание кандидата филологических наук.

## Творчество
Литературную работу начала в 1945 году как прозаик, критик, литературовед. В 1956 году опубликовала исследования «Тетка (Алоиза Пашкевич)», а в 1959 «Федос Шинклер», автор сборников повестей и рассказов «Калибры» (1960, рассказ для детей), «Квартира № 3» (1961, книга сатиры и юмора), Мера времени" (1962), «Экзамен» (1963), «Лариса» (1964), «На струнах бури» (1967), «Среди ночи» (1968), «Искры в пепелище» (1970), «Волчки» (1972), «Синий бор» (1972, повесть), «Мне нужно ехать» (1974), «Стану песней» (1977), «Созвездие Большой Медведицы» (1980), «Полоса дождя» (1984), «Поиски любви» (1987), «Идти в разведку» (1989, рассказы для детей), «Поиски истины» (очерки, 2005), «В пламени любви» (исследование, посвященное Алоизе Пашкевич (Тётке), 2006), «Белое поле» (рассказы, мемуары, 2008). В 1985 году вышли избранные произведения в 2-х томах.
Перевела роман эстонского писателя А. Хинта «Берег ветров» (с А. Романовской, 1960).

## Признание
- Член Союза писателей СССР (с 1958).
- Член Союза белорусских писателей.